# 入野パーキングエリア
入野パーキングエリア（いりのパーキングエリア）は、愛媛県四国中央市土居町入野と同町浦山にある松山自動車道のパーキングエリアである。

## 施設

### 上り線（川之江・高松・徳島・高知方面）
- 駐車場[1]
  - 大型 23台
  - 小型 30台
  - トレーラー 2台
  - 車椅子用 1台
- トイレ[1]
  - 男性 大3（和式0、洋式3）、小8[2]
  - 女性 10（和式1、洋式9）[2]
  - 車椅子用 1
- コンビニエンスストア「セブン-イレブン」（24時間）[3]
  - スナック
    - いりの亭（7:00 - 21:00）

  - コンビニATM「セブン銀行」（24時間）
  - 宅配便受付（24時間）

### 下り線（松山・大洲・宇和島方面）
- 駐車場[4]
  - 大型 23台
  - 小型 30台
  - トレーラー 2台
  - 車椅子用 1台
- トイレ[4]
  - 男性 大3（和式0、洋式3）、小8[2]
  - 女性 10（和式1、洋式9）[2]
  - 車椅子用 1
- コンビニエンスストア「セブン-イレブン」（24時間）[3]
  - スナック
    - いりの亭（7:00 - 21:00）

  - コンビニATM「セブン銀行」（24時間）
  - 宅配便受付（24時間）

## 隣
E11 松山自動車道
(8) 土居IC - 入野PA - (9) 新居浜IC